# Chiesa di Santa Chiara (Castiglion Fiorentino)
La chiesa di Santa Chiara è un edificio di culto che si trova a Castiglion Fiorentino (AR).

## Storia e descrizione
La chiesa fu edificata nel 1560 sui resti di un precedente oratorio annesso al convento delle Clarisse fondato nel 1260.
Al suo interno si conservavano tavole di Francesco Morandini detto il Poppi, raffiguranti l'Assunzione della Vergine, la Deposizione di Cristo, Santa Chiara e le Stimmate di san Francesco, oggi in deposito presso il palazzo comunale per i lavori di restauro del complesso monumentale.